# Административное деление Иванова

Районы города Иваново

Город Иваново делится на 4 внутригородских района. 
Районы города как внутригородские территории (части) не являются муниципальными образованиями.
В рамках административно-территориального устройства, Иваново является городом областного значения.
В рамках местного самоуправления, город составляет единое муниципальное образование город Иваново со статусом городского округа.

## Районы города
| № на карте | Название    | Площадь, км² | Население, чел. | Код ОКАТО  |
| ---------- | ----------- | ------------ | --------------- | ---------- |
| 1          | Фрунзенский |              | ↘100 983        | 24 401 370 |
| 2          | Октябрьский |              | ↘76 972         | 24 401 367 |
| 3          | Советский   |              | ↘52 054         | 24 401 368 |
| 4          | Ленинский   |              | ↘131 635        | 24 401 364 |

## Микрорайоны
Помимо районов, город также включает микрорайоны и кварталы, которые имеют территориальное общественное самоуправление:
- 30-й микрорайон,
- Авдотьино,
- Авиатор,
- Балино,
- Березниковский,
- Владимирская горка,
- Видный,
- Глинищево,
- Горино,
- Дальний,
- Дружный,
- ДСК,
- Ефремковский,
- Курьяново,
- Лесное,
- Линейный,
- Матросовский,
- Мебельщик,
- Меланжист,
- Минеево,
- Митрофаново,
- Московский,
- Нагорное,
- Надежда,
- Нарвские,
- Нежданово,
- Некрасовский,
- Новая Ильинка,
- Олимпийский,
- Перспективный,
- Рождественский,
- Санаторный,
- Северный,
- Силикатный (ЖБК),
- Сластиха,
- Содружество,
- Сортировочный,
- Соснево,
- Союз,
- Спортивный,
- Трудовой,
- ТЭЦ-3,
- Харинка,
- Чкаловский,
- Южный,
- Юношеский.

## История
В мае 1936 года с введением административного районного деления города были образованы Кировский, Ленинский, Октябрьский, Сталинский, Фрунзенский районы. К 1959—1961 годам Кировский и Сталинский районы были упразднены. Указом Президиума Верховного Совета РСФСР от 29 ноября 1979 года за счёт части территории Ленинского и Октябрьского районов был образован Советский район.